# Багиров, Мамедбагир Хады оглы
Мамедбагир Хады оглы Багиров (азерб. Məmmədbağır Hadı oğlu Bağırov; 1901 — 26 декабря 1946) — генерал-майор инженерно-технической службы (09.02.1944).

## Биография
Мамедбагир Багиров родился в 1901 году в Баку. После окончания военной школы командовал взводом в Азербайджанской стрелковой дивизии. Боролся с бандитизмом в Кубе и Нагорном Карабахе, участвовал в установлении советской власти в Грузии. В 1926 году окончил курсы повышения квалификации в Ленинграде. Член ВКП(б) с 1929 года. В 1940 году назначен заместителем председателя Бакинского городского совета и командиром МПВО.  Умер в Баку 26 декабря 1946 года.